# Hỏa giáo
Hỏa giáo hay Bái hỏa giáo (cũng còn được gọi là Hiên giáo, Hỏa hiên giáo, Đạo Zoroast, Đạo Mazda hay Mazde, Hỏa yêu giáo) là một tôn giáo Ba Tư và một trong những tôn giáo lâu đời nhất của nhân loại do nhà tiên tri Zarathustra sáng lập ra. Hỏa giáo bao gồm vũ trụ học nhị nguyên về thiện và ác trong khuôn khổ là bản thể luận độc thần và một thế mạt luận tiên đoán về sự chinh phục cuối cùng của thiện và ác. Hỏa giáo tôn thờ vị thần trí tuệ nhân từ Ahura Mazda (n.đ. 'Vị thần trí tuệ') là vị thần tối cao. Về mặt lịch sử, những đặc trưng của Hỏa giáo như là độc thần, messiah, niềm tin vào ý chí tự do và phán quyết sau cái chết, khái niệm về thiên đàng, địa ngục, thiên sứ, và ác ma, cùng với những khái niệm khác, đã có thể ảnh hưởng tới các hệ thống tôn giáo và triết học khác, bao gồm các tôn giáo Abraham và thuyết ngộ đạo, Phật giáo Bắc truyền, và triết học Hy Lạp.
Với nguồn gốc có thể từ thiên niên kỷ 2 TCN, sự xuất hiện của Hỏa giáo bắt đầu được lịch sử ghi lại vào khoảng giữa thế kỷ 6 TCN. Đây là quốc giáo của các đế quốc Iran cổ đại trong hơn một thiên niên kỷ (khoảng từ 600 TCN tới 650 CN), nhưng bắt đầu suy tàn từ thế kỷ 7 CN do người Ả Rập-Hồi giáo chinh phục Ba Tư (633–654 CN), dẫn tới sự đàn áp người Hỏa giáo trên diện rộng. Ước tính hiện tại cho thấy hiện nay có khoảng 110.000–120.000 tín đồ Hỏa giáo trên thế giới, đa phần sống ở Ấn Độ, Iran, và Bắc Mỹ; số lượng tín đồ được cho rằng ngày càng giảm. Tuy nhiên, cần có những nghiên cứu sâu hơn cho nhận định này, do số tín đồ ở một số nơi vẫn tăng.
Triết học tôn giáo của Zarathustra đã chia cắt các thần sơ khai của Iran. Kinh điển quan trọng nhất của tôn giáo này là Avesta. Trong Hỏa giáo, thần sáng tạo Ahura Mazda, thông qua Spenta Mainyu (Thiện Hồn) là một thần cha sinh ra thần Asha (Sự thật, Trật tự) đối lập với thần Druj (Giả dối, Gian trá) và không có ma quỷ nào bắt nguồn từ thần này. Thần và các tác phẩm của thần được đưa đến cho loài người thông qua 6 phần của Amesha Spentas và trung gian của các Yazata, các tế tử thờ phượng của thần Mazda. Spenta Mainyu tiếp cận tới "chân lý" đối lập với thần Ác Hồn đối lập, Angra Mainyu và lực lượng mang tên Akəm Manah ("Tà niệm").

### Thực hành

Biểu tương của linh hồn trong Hỏa giáo

## Giáo lý
Hỏa giáo cho rằng thế giới gồm hai bản nguyên đối lập đấu tranh với nhau đó là:
- Thiện nguyên là hóa thân của thần quang minh (Ánh Sáng) Ahura Mazda (Ahura Mazdā) hoặc Oocmut (Ormuzd)
- Ác nguyên là hóa thân của thần hắc ám (Bóng Tối) Angra Mainyu (Angra Mainyu).
- Trong cuộc đấu tranh giữa thiện và ác, con người có thể có ý chí lựa chọn tự do, cũng có quyền quyết định vận mệnh của mình.
- Tôn giáo này tin rằng, con người sau khi chết, linh hồn phải chịu sự phán xét cuối cùng của Ahura Mazda. Thần quang minh căn cứ vào lời nói và việc làm trên trần gian của con người và cho họ lên thiên đường hay vào địa ngục. Do đó, trong lúc còn sống, mọi người phải làm điều thiện, tránh điều ác, bỏ đen tối đi vào chỗ sáng. Tôn chỉ đạo đức của Hỏa giáo là: "Nghĩ điều thiện, nói điều thiện, làm điều thiện".
- Hỏa giáo cho lửa là đại biểu của quang minh và điều thiện, là tượng trưng cho Ahura Mazđa, do đó có nghi lễ thờ lửa. Trong đền thờ của Hỏa giáo thường xuyên có một ngọn lửa để thờ, gọi là ngọn lửa vĩnh cửu vì được giữ không bao giờ tắt. Ngọn lửa trong ngôi đền Ateshkadeh, ngôi đền chính của Hỏa giáo có từ năm 470 sau Công Nguyên, truyền qua nhiều nơi trước khi được lấy về đền này vào đầu thế kỷ 20. Ngọn lửa hiện đang cháy trong một cái lò bằng đồng, đặt trong căn phòng có những lớp tường kính bao quanh. Mọi người chụp ảnh ngọn lửa qua bức tường kính ấy.[26]

Đồng thời có tục cấm chôn cất người chết mà để xác cho loài chim thú ăn thịt gọi là Thiên táng. Hỏa giáo tôn thờ sự sạch sẽ của đất, nước, lửa và không khí... vì vậy người ta không hỏa táng để làm ô uế lửa và không khí, không thủy táng để làm ô uế nước, không địa táng để làm ô uế đất. Nhưng tục thiên táng không phù hợp với quan niệm của thời đại mới, nên từ những năm 1960 tín đồ Hỏa giáo đã phải bỏ tháp thiên táng và chấp nhận tục mai táng trong nghĩa trang ở dưới chân núi. Người ta mai táng tử thi trong những ngôi mộ bê tông, hạn chế việc làm "tổn hại" cho đất.

## Lịch sử
Thời kỳ đầu Hỏa giáo nhanh chóng phát triển trở thành quốc giáo của Đế quốc Ba Tư trong các triều đại Achaemenid, Arsacid và Sassanid.Trong giai đoạn này Hỏa giáo cũng lan truyền nhanh chóng sang Ấn Độ và Trung Hoa. Vào năm 651 nhà Sassanid bị lật đổ trong cuộc chinh phạt của người Hồi giáo, kể từ đó Hỏa giáo suy yếu dần tại Ba tư trước sự bành trướng của Hồi giáo trong khu vực. Sau cách mạng Hồi giáo tại Iran trước sự đàn áp dã man của chính quyền Hồi giáo, nhiều Parsi (tín đồ Hỏa giáo sống tại Ấn Độ) đã di tản sang Mỹ, Úc, Ấn Độ, Pakistan...

## Trên thế giới
Theo ước tính, hiện nay có khoảng 250.000 và 300.000 người Hỏa giáo trên toàn thế giới. Nhóm lớn nhất có khoảng 75.000 người, sống ở Ấn Độ, trong khi đó có khoảng 40.000 sống ở Iran. Ngoài ra còn có các cộng đồng tín đồ Hỏa giáo khá lớn ở Bắc Mỹ khoảng 18.000 đến 25.000 người, và các nhóm nhỏ hơn ở châu Âu và bờ biển phía đông của châu Phi. Trên toàn thế giới, số lượng tín đồ Hỏa giáo dần dần trở nên ít hơn.
Có rất nhiều cộng đồng người Hỏa giáo nhỏ (khoảng 200 tín đồ) ở Nam Phi, họ là con cháu của người Hỏa giáo từ Ấn Độ sang Nam Phi làm công nhân vào cuối thế kỷ 19. Hiện nay vai trò của người Hỏa giáo ở Nam Phi khá nổi bật hơn so với các cộng đồng dân tộc tôn giáo thiểu số khác, họ đa phần là những người có địa vị cao trong xã hội Nam Phi bao gồm bác sĩ, luật sư, lĩnh vực bất động sản, kinh doanh, kiểm toán viên và giảng viên tại các trường đại học. Tại Pakistan, có khoảng 5.000 tín đồ Hỏa giáo tập trung tại Karachi, hiện nay cộng đồng này được củng cố thêm nhờ những người Hỏa giáo sang tị nạn từ Iran. Có một cộng đồng Hỏa giáo nhỏ hơn khoảng 3.500 người ở Úc (chủ yếu sống ở Sydney).

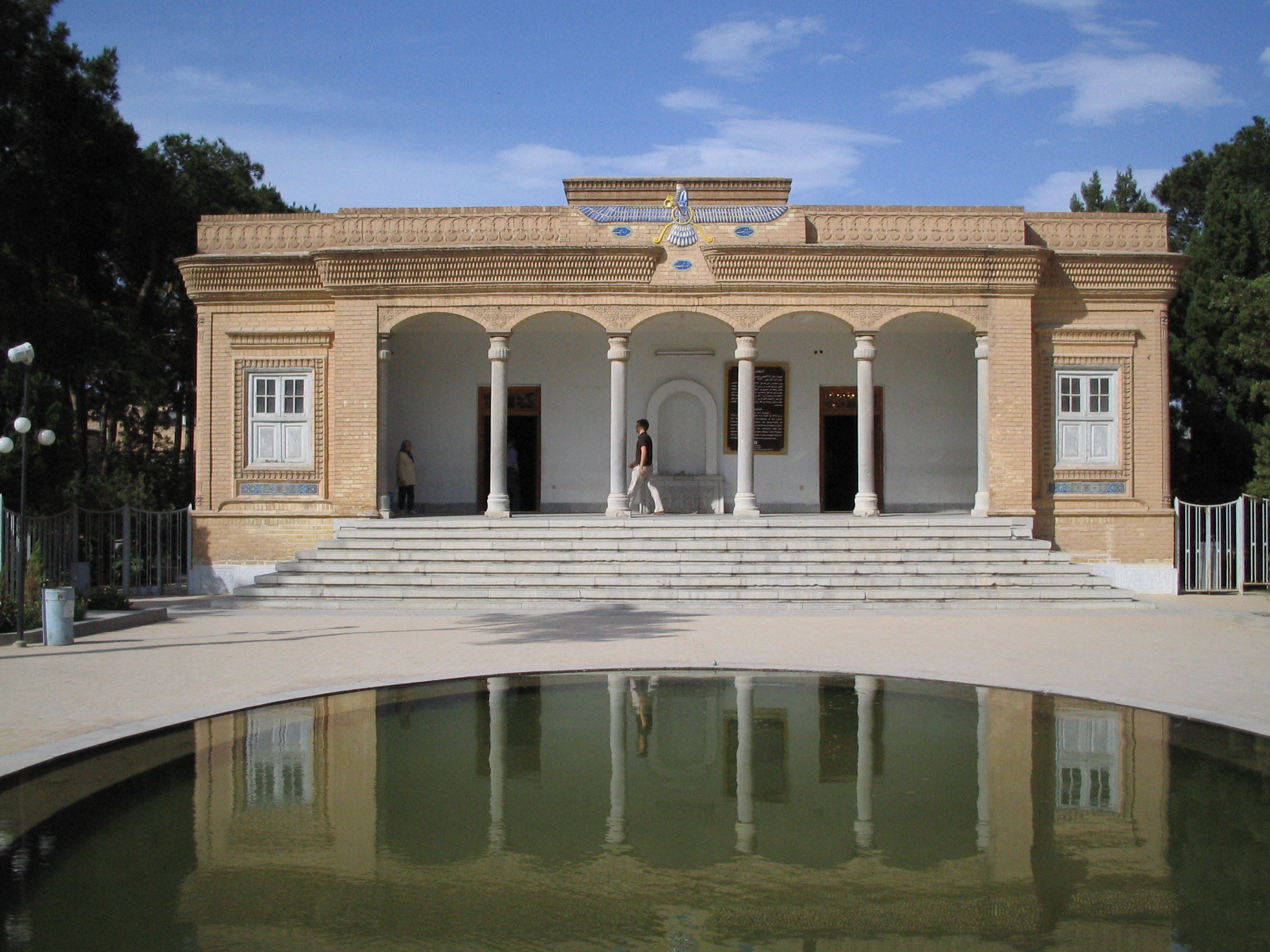
Đền thờ Hỏa giáo Ateshkadeh ở Yazd (Iran)

| Nước / Vùng                | Số tín đồ (2020) |
| -------------------------- | ---------------- |
| Thế giới                   | 300.759          |
| Ấn Độ                      | 61.000           |
| Iran                       | 15.000-25.271    |
| Hoa Kỳ                     | 14.405           |
| Canada                     | 10.000           |
| Anh Quốc                   | 5.500            |
| Úc                         | 2.577            |
| Các nước Arab và Vùng Vịnh | 1.900            |
| Pakistan                   | 1.675            |
| New Zealand                | 1.231            |
| Afghanistan                | 2.000            |
| Đức                        | 200              |
| Châu Âu và Trung Á         | 1.000            |
| Iraqi Kurdistan            | 200.000          |